# Stazione di Chaumont
La stazione di Chaumont (in francese Gare de Chaumont) è la principale stazione ferroviaria di Chaumont, Francia.